# Walter L. Bühl
Walter Ludwig Bühl (* 1. Januar 1934 in Pocking; † 26. April 2007 in München) war ein deutscher Soziologe.

## Leben
Bühl studierte Philosophie, Soziologie und Pädagogik. 1965 wurde er mit einer Arbeit über den „Schulaufbau und Verteilung der Bildungschancen in der Bundesrepublik Deutschland“ zum Dr. phil. promoviert. 1969 habilitierte er sich neben seiner Berufstätigkeit als bayrischer Gymnasiallehrer für das Fach Soziologie an der ehemaligen Staatswirtschaftlichen Fakultät der Universität München.
Es folgen Dozenturen an den Universitäten München (C3-Professur von 1970 bis 1974) und Bern. Nach der kurzen Lehrtätigkeit in der Schweiz wurde Bühl am 1. Oktober 1974 als ordentlicher C4-Professor für Soziologie (Lehrstuhl I) an der Universität München Lehrstuhlnachfolger von Emerich K. Francis und wirkte dort bis zum 31. März 1996. Seine Arbeitsschwerpunkte waren die soziologische Theorie, Wissens- und Wissenschaftssoziologie, Kultursoziologie und politische Soziologie.
Zu seinem Nachfolger auf dem Lehrstuhl wurde ab dem 1. Oktober 1998 Armin Nassehi berufen.

## Werk
Das Grunddilemma einer „realistischen Soziologie“ liege, so Bühl (1969), seit Ferdinand Tönnies und Max Weber darin, dass entsprechend der ihr unterliegenden zweiwertigen Logik in Polarbegriffen gedacht werde, etwa „Gemeinschaft – Gesellschaft“ oder „Vergemeinschaftung – Vergesellschaftung“. Dieses soziologiedominante zweiwertige Denken sei zwar von Georg Simmel, der implizit von Dreiwertigkeit ausging, praktisch überwunden worden, jedoch nicht theoretisch-methodologisch reflektiert. Damit schließt sich Bühl Gotthard Günthers Entwurf einer nicht-Aristotelischen, mehrwertigen Logik an und plädiert dafür, die binärlogische „Simplizitätsannahme“ mit ihrer apriorischen Subjekt-Objekt-Einheit im Sinne einer auch die Zeitdimension sozialer Prozesse einbeziehenden „Komplexitätsannahme“ als neuem Ausgangspunkt für „entwicklungsfähige Alternativ-Theorien“ auch methodologisch-theoretisch zu überwinden. Auch Bühls philosophisch begründete Kritik („Flucht in die Paradoxie“ [2000]) an Niklas Luhmanns reflexivem soziologischem Leitkonzept der Gesellschaft der Gesellschaft orientiert sich, wie auch seine Kritik der Binärsoziologie, an Gotthard Günther.

## Schriften (Auswahl)
- Das Ende der zweiwertigen Soziologie, in Soziale Welt, Jg. 20, 1969, S. 162–180 (PDF)
- Evolution und Revolution, München, 1970.
- Konflikt und Konfliktstrategie, München: Nymphenburger Verlagshandlung, 1972.
- Einführung in die Wissenschaftssoziologie, München: C.H. Beck, 1974.
- Theorien sozialer Konflikte, Darmstadt: Wissenschaftliche Buchgesellschaft, 1976.
- Transnationale Politik, Stuttgart, 1978.
- Ökologische Knappheit, Göttingen, 1981.
- Struktur und Dynamik des menschlichen Sozialverhaltens, Tübingen, 1982.
- Die Ordnung des Wissens, Berlin, 1984.
- Krisentheorien. Politik, Wirtschaft und Gesellschaft im Übergang, Darmstadt: Wissenschaftliche Buchgesellschaft, 1984.
- Kulturwandel, Darmstadt 1987.
- Sozialer Wandel in Ungleichgewicht, Stuttgart, 1990.
- Deutschland im sozioökonomischen Systemvergleich, Opladen, 1992.
- Verantwortung für Soziale Systeme, Stuttgart, 1998.
- Das kollektive Unbewusste in der postmodernen Gesellschaft, Konstanz, 2000.
- Phänomenologische Soziologie, Konstanz: UVK, 2002, ISBN 3-8966-9806-0
- Historische Soziologie – Theoreme und Methoden, Münster/Hamburg/London: LIT, 2003, ISBN 3-8258-6585-1
- Musiksoziologie. Lang, Berlin u. a. 2007, ISBN 3-03910-448-9.